# Last Man Standing (musikalbum av Willie Nelson)
Last Man Standing är ett musikalbum av Willie Nelson, lanserat 2018 på skivbolaget Legacy Recordings. Liksom majoriteten av de album Willie Nelson släppt under 2010-talet producerades det av Buddy Cannon som också samskrev samtliga av albumets 11 låtar tillsammans med Nelson. Där hans förra album God's Problem Child var ett mer allvarligt reflekterande album har denna skiva en mer lättsam ton.

## Låtlista
(samtliga låtar komponerade av Willie Nelson och Buddy Cannon)
1. "Last Man Standing" - 2:59
2. "Don't Tell Noah" - 2:28
3. "Bad Breath" - 3:03
4. "Me and You" - 2:50
5. "Something You Get Through" - 3:52
6. "Ready to Roar" - 2:35
7. "Heaven Is Closed" - 3:16
8. "I Ain't Got Nothin’" - 3:00
9. "She Made My Day" - 2:43
10. "I'll Try to Do Better Next Time" - 2:59
11. "Very Far to Crawl" - 3:48

## Listplaceringar
- Billboard 200, USA: #14
- UK Albums Chart, Storbritannien: #46[2]
- Nederländerna: #86[3]
- VG-lista, Norge: #26[4]